# Budova bývalého Řeckokatolického teologického semináře
Budova bývalého Řeckokatolického teologického semináře v Přemyšlu (polsky Budynek Greckokatolickiego Seminarium Duchownego w Przemyślu) byla postavena v roce 1912.

## Historie a popis budovy

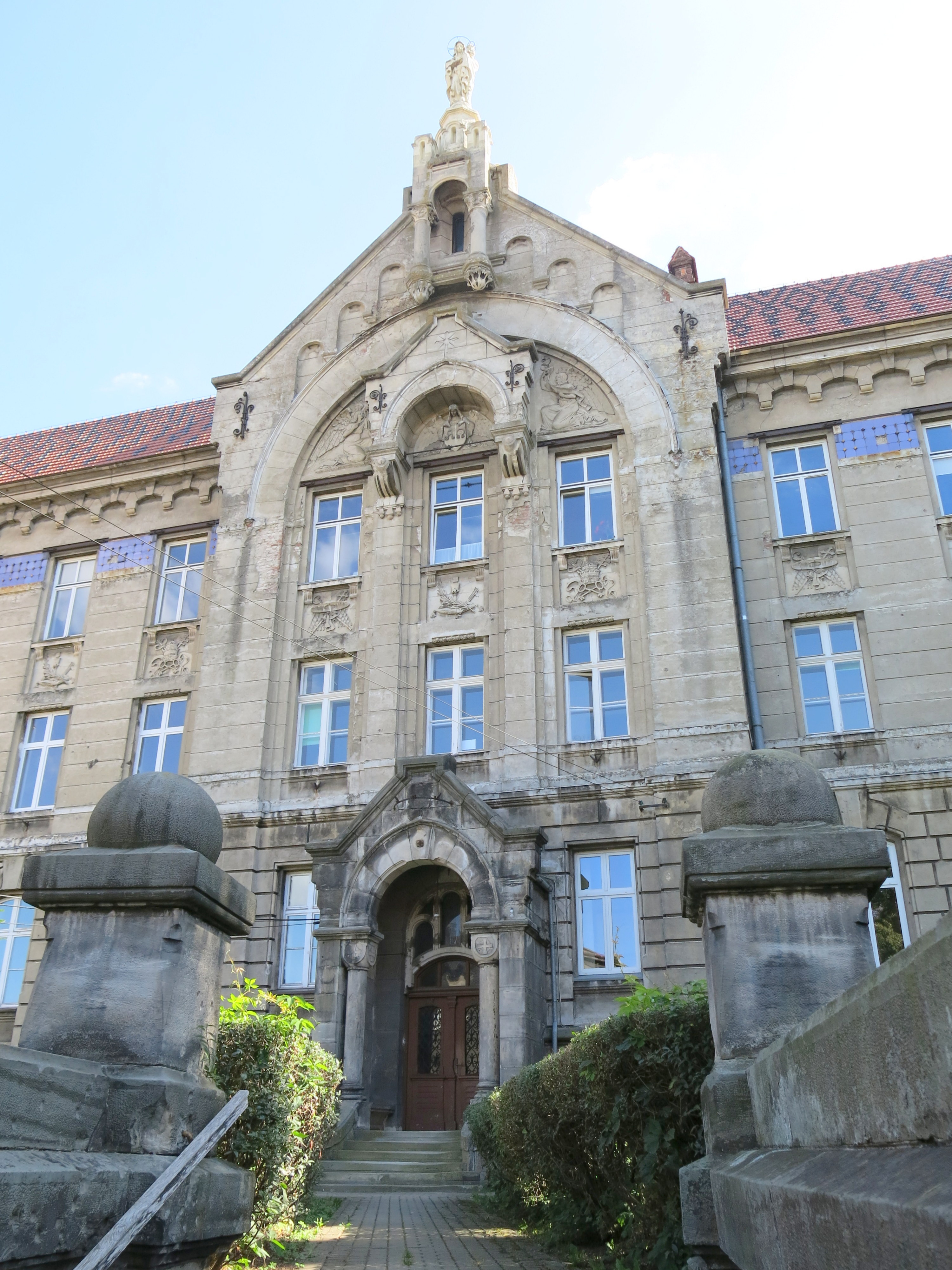
Průčelí budovy bývalého řeckokatolického semináře (Přemyšl)

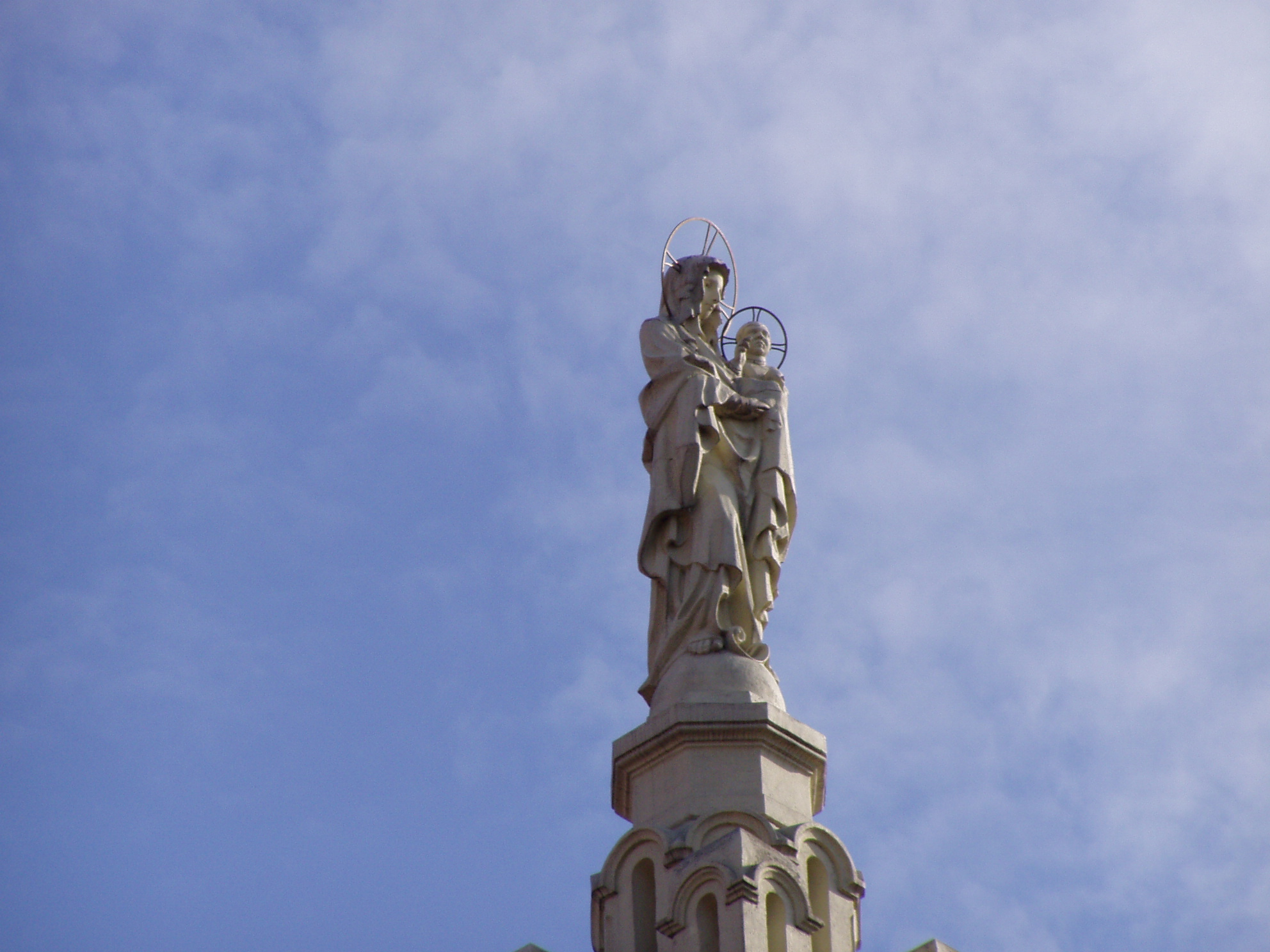
Socha z průčelí budovy

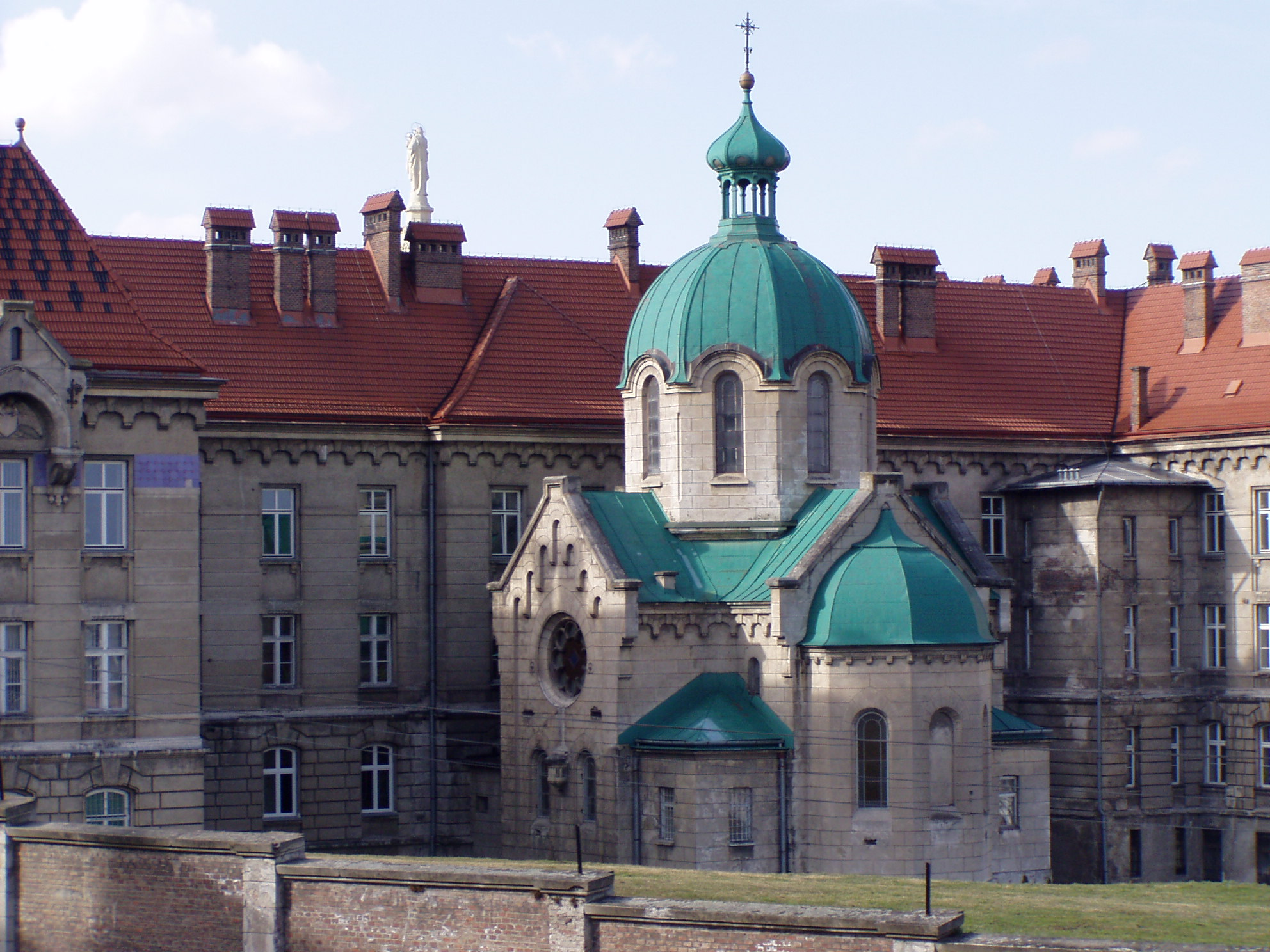
Kaple na východní straně

Jedná se o neoklasicistní budovu z roku 1912, která vznikla díky úsilí biskupa Konstantina Czechowicze, dle návrhu Jana Lewiňského, stavební společností Meisner a Damaszko. Půdorys je ve tvaru dvojitého písmene „T“, na východní straně stojí kaple, která je symbolicky umístěna na půdorysu řeckého kříže. Během 1. světové války zde byla vojenská nemocnice. Kaple byla částečně zničena v roce 1915 a přestavěna v roce 1918.
Až do konce 2. světové války sloužila budova jako seminář řeckokatolické diecéze. Po vysídlení ukrajinského obyvatelstva v roce 1945 do SSSR, budovu převzal stát a byla určena ke vzdělávacím účelům. Za tím účelem byly provedeny, v letech 1962–1964, stavební úpravy. Kaple byla rozdělena železobetonovým stropem a určena pro tělocvičnu a šatnu (v přízemí) a zasedací místnost (v 1. patře). Zpočátku zde sídlila Učitelská škola a od roku 1979 Gymnázium a internát. V roce 1992 byla budova navrácena Metropolitní řeckokatolické církvi. V roce 1997 byla kaple obnovena, byl odstraněn oddělující strop a znovu upravena pro náboženské účely. Budova je nyní pronajímána, sídlí zde různá zdravotnická zařízení a komerční společnosti.
Budova je obklopena kamennou a cihlovou zdí se dvěma vjezdovými branami a jedním vchodem pro pěší, v zadní části se nachází zahrada.